# Segona divisió espanyola de futbol 1961-1962
Resum de l'activitat de la temporada 1961-1962 de la Segona divisió espanyola de futbol.

## Grup Nord

### Clubs participants
| Club                         | Ciutat        | Estadi                 |
| ---------------------------- | ------------- | ---------------------- |
| Deportivo Alavés             | Vitòria       | Mendizorrotza          |
| CE Atlètic Balears           | Palma         | Balear                 |
| CD Baskonia                  | Basauri       | Pedro López Cortázar   |
| Burgos CF                    | Burgos        | Zatorre                |
| RC Celta de Vigo             | Vigo          | Balaídos               |
| Cultural y Deportiva Leonesa | Lleó          | La Puentecilla         |
| RC Deportivo La Coruña       | La Corunya    | Riazor                 |
| Real Gijón CF                | Gijón         | El Molinón             |
| SD Indautxu                  | Bilbao        | Garellano              |
| CD Ourense                   | Ourense       | José Antonio           |
| AD Plus Ultra                | Madrid        | Campo de Ciudad Lineal |
| Pontevedra CF                | Pontevedra    | Pasarón                |
| CE Sabadell FC               | Sabadell      | Creu Alta              |
| UD Salamanca                 | Salamanca     | El Calvario            |
| San Sebastián CF             | Sant Sebastià | Atotxa                 |
| Real Valladolid Deportivo    | Valladolid    | José Zorrilla          |

### Classificació
| Pos | Equip                      | PJ | PG | PE | PP | GF | GC | DG  | Pts | Promoció, classificació o descens |
| --- | -------------------------- | -- | -- | -- | -- | -- | -- | --- | --- | --------------------------------- |
| 1   | Deportivo de La Coruña (P) | 30 | 17 | 9  | 4  | 68 | 35 | +33 | 43  | Ascens a Primera Divisió          |
| 2   | Reial Valladolid (O, P)    | 30 | 17 | 6  | 7  | 64 | 31 | +33 | 40  | Promoció d'ascens                 |
| 3   | CD Ourense                 | 30 | 14 | 9  | 7  | 39 | 34 | +5  | 37  |                                   |
| 4   | Alavés                     | 30 | 15 | 5  | 10 | 48 | 39 | +9  | 35  |                                   |
| 5   | San Sebastián (R)          | 30 | 13 | 8  | 9  | 60 | 44 | +16 | 34  | Descens a Tercera Divisió         |
| 6   | Celta Vigo                 | 30 | 13 | 7  | 10 | 53 | 36 | +17 | 33  |                                   |
| 7   | Plus Ultra                 | 30 | 11 | 7  | 12 | 47 | 40 | +7  | 29  |                                   |
| 8   | CE Sabadell                | 30 | 11 | 6  | 13 | 43 | 60 | −17 | 28  |                                   |
| 9   | Pontevedra CF              | 30 | 12 | 3  | 15 | 43 | 44 | −1  | 27  |                                   |
| 10  | Atlètic Balears            | 30 | 10 | 7  | 13 | 41 | 53 | −12 | 27  |                                   |
| 11  | Burgos                     | 30 | 10 | 7  | 13 | 39 | 47 | −8  | 27  |                                   |
| 12  | UD Salamanca               | 30 | 11 | 4  | 15 | 46 | 56 | −10 | 26  |                                   |
| 13  | Real Gijón                 | 30 | 10 | 5  | 15 | 52 | 63 | −11 | 25  |                                   |
| 14  | Indautxu (O)               | 30 | 10 | 5  | 15 | 39 | 50 | −11 | 25  | Promoció de descens               |
| 15  | CD Baskonia (O)            | 30 | 8  | 6  | 16 | 33 | 51 | −18 | 22  | Promoció de descens               |
| 16  | Cultural Leonesa (R)       | 30 | 8  | 6  | 16 | 34 | 66 | −32 | 22  | Descens a Tercera Divisió         |

### Resultats
| Casa \ Fora            | ALA | BAL | BAS | BUR | CEL | CUL | DEP | GIJ | IND | ORE | PLU | PON | SAB | SAL | SSE | VLD |
| ---------------------- | --- | --- | --- | --- | --- | --- | --- | --- | --- | --- | --- | --- | --- | --- | --- | --- |
| Alavés                 | —   | 1–2 | 4–3 | 2–2 | 3–0 | 1–0 | 2–1 | 4–0 | 4–1 | 1–2 | 3–1 | 1–0 | 5–0 | 2–1 | 0–1 | 1–1 |
| Atlètic Balears        | 2–3 | —   | 1–1 | 3–1 | 1–0 | 2–0 | 1–1 | 4–0 | 4–1 | 1–2 | 3–0 | 1–0 | 1–1 | 2–2 | 3–2 | 0–2 |
| CD Baskonia            | 0–0 | 2–0 | —   | 0–1 | 1–1 | 2–1 | 1–1 | 5–0 | 0–0 | 0–2 | 0–1 | 2–1 | 3–1 | 0–0 | 1–2 | 2–0 |
| Burgos                 | 2–0 | 3–0 | 3–1 | —   | 1–1 | 2–0 |     | 1–2 | 0–3 | 3–0 | 3–0 | 2–2 | 2–0 | 2–2 | 3–2 | 1–0 |
| Celta de Vigo          | 3–0 | 3–0 | 5–1 | 4–0 | —   | 7–2 | 1–1 | 3–0 | 2–1 | 0–0 | 2–0 | 2–1 | 0–0 | 4–2 | 4–0 | 4–1 |
| Cultural Leonesa       | 0–1 | 1–1 | 2–1 | 0–0 | 3–1 | —   | 2–1 | 1–1 | 2–1 | 2–0 | 2–5 | 3–2 | 0–0 | 2–1 | 1–0 | 2–2 |
| Deportivo de La Coruña | 1–1 | 2–0 | 5–1 | 6–1 | 2–0 | 3–2 | —   | 4–0 | 2–1 | 4–1 | 1–1 | 3–2 | 5–1 | 4–1 | 1–1 | 2–0 |
| Gijón                  | 1–2 | 5–1 | 2–1 | 1–1 | 1–3 | 2–2 | 2–4 | —   | 3–1 | 3–1 | 3–0 | 5–2 | 8–2 | 1–0 | 4–1 | 1–1 |
| Indautxu               | 3–3 | 1–1 | 0–2 | 2–1 | 2–0 | 3–0 | 2–0 | 1–0 | —   | 1–1 | 1–0 | 0–0 | 3–2 | 3–1 | 2–3 | 1–2 |
| CD Ourense             | 1–0 | 2–1 | 5–0 | 2–1 | 0–0 | 3–1 | 1–1 | 2–1 | 3–1 | —   | 0–0 | 2–0 | 2–1 | 2–1 | 0–0 | 1–1 |
| Plus Ultra             | 0–1 | 4–0 | 1–0 | 4–1 | 3–0 | 5–1 | 2–2 | 5–0 | 0–1 | 0–0 | —   | 0–2 | 3–2 | 6–3 | 1–1 | 1–0 |
| Pontevedra CF          | 0–1 | 2–1 | 2–0 | 1–0 | 1–0 | 3–0 | 0–3 | 2–1 | 2–1 | 1–2 | 1–1 | —   | 5–0 | 4–1 | 3–2 | 1–2 |
| CE Sabadell            | 1–0 | 3–3 | 1–0 | 1–1 | 3–2 | 4–0 | 2–2 | 2–1 | 3–1 | 2–1 | 2–1 | 2–0 | —   | 2–0 | 1–2 | 1–0 |
| UD Salamanca           | 3–1 | 0–2 | 0–1 | 2–0 | 2–1 | 3–1 | 0–1 | 1–0 | 2–1 | 4–1 | 2–0 | 1–0 | 2–1 | —   | 3–3 | 3–0 |
| San Sebastián          | 2–1 | 4–0 | 5–2 | 2–0 | 0–0 | 4–1 | 1–2 | 2–2 | 4–0 | 3–0 | 1–1 | 0–2 | 4–1 | 5–1 | —   | 3–3 |
| Reial Valladolid       | 5–0 | 4–0 | 4–0 | 1–0 | 4–0 | 5–0 | 4–0 | 4–2 | 3–0 | 0–0 | 2–1 | 5–1 | 3–1 | 4–2 | 1–0 | —   |

| Golejador         | Gols | Equip                  |
| ----------------- | ---- | ---------------------- |
| Amancio Amaro     | 25   | Deportivo de La Coruña |
| Chapela           | 23   | Real Gijón             |
| Delio Morollón    | 21   | Reial Valladolid       |
| Abel Fernández    | 19   | CD Ourense             |
| José Miguel Olano | 18   | San Sebastián          |

| Porter               | Gols | Partits | Mitjana | Equip            |
| -------------------- | ---- | ------- | ------- | ---------------- |
| Juan Zumalabe        | 28   | 27      | 1.04    | Reial Valladolid |
| José Ramón Ibarreche | 34   | 30      | 1.13    | CD Ourense       |
| Jesús Larzábal       | 34   | 29      | 1.17    | Alavés           |
| Javier Gato          | 29   | 23      | 1.26    | Pontevedra CF    |
| Carlos Patiño        | 40   | 30      | 1.33    | Plus Ultra       |

## Grup Sud

### Clubs participants
| Club                 | Ciutat        | Estadi                       |
| -------------------- | ------------- | ---------------------------- |
| Albacete Balompié    | Albacete      | Carlos Belmonte              |
| Cadis CF             | Cadis         | Ramón de Carranza            |
| CD Cartagena         | Cartagena     | El Almarjal                  |
| CA Ceuta             | Ceuta         | Alfonso Murube               |
| Córdoba CF           | Còrdova       | El Arcángel                  |
| Granada CF           | Granada       | Los Cármenes                 |
| Hèrcules CF          | Alacant       | La Viña                      |
| Real Jaén CF         | Jaén          | La Victoria                  |
| UD Las Palmas        | Las Palmas    | Insular                      |
| Llevant UE           | València      | Vallejo                      |
| CD Málaga            | Màlaga        | La Rosaleda                  |
| CD Mestalla          | València      | Mestalla                     |
| Reial Múrcia         | Múrcia        | La Condomina                 |
| Recreativo de Huelva | Huelva        | Municipal                    |
| CD San Fernando      | San Fernando  | Marqués de Varela            |
| CD Villarrobledo     | Villarrobledo | Nuestra Señora de la Caridad |

### Classificació
| Pos | Equip                 | PJ | PG | PE | PP | GF | GC | DG  | Pts | Promoció, classificació o descens |
| --- | --------------------- | -- | -- | -- | -- | -- | -- | --- | --- | --------------------------------- |
| 1   | Córdoba CF (P)        | 30 | 16 | 8  | 6  | 48 | 22 | +26 | 40  | Ascens a Primera Divisió          |
| 2   | Málaga (O, P)         | 30 | 14 | 10 | 6  | 52 | 36 | +16 | 38  | Promoció d'ascens                 |
| 3   | Granada CF            | 30 | 15 | 6  | 9  | 48 | 34 | +14 | 36  |                                   |
| 4   | UD Las Palmas         | 30 | 15 | 5  | 10 | 47 | 39 | +8  | 35  |                                   |
| 5   | Recreativo            | 30 | 13 | 7  | 10 | 43 | 42 | +1  | 33  |                                   |
| 6   | Llevant UE            | 30 | 14 | 4  | 12 | 49 | 42 | +7  | 32  |                                   |
| 7   | Hèrcules CF           | 30 | 14 | 4  | 12 | 55 | 46 | +9  | 32  |                                   |
| 8   | Reial Múrcia          | 30 | 12 | 7  | 11 | 40 | 35 | +5  | 31  |                                   |
| 9   | Real Jaén             | 30 | 14 | 3  | 13 | 58 | 42 | +16 | 31  |                                   |
| 10  | Cadis CF              | 30 | 12 | 4  | 14 | 43 | 52 | −9  | 28  |                                   |
| 11  | Cartagena             | 30 | 13 | 2  | 15 | 45 | 56 | −11 | 28  |                                   |
| 12  | Mestalla              | 30 | 11 | 5  | 14 | 50 | 49 | +1  | 27  |                                   |
| 13  | Albacete Balompié (R) | 30 | 10 | 7  | 13 | 27 | 32 | −5  | 27  | Promoció de descens               |
| 14  | San Fernando (O)      | 30 | 11 | 5  | 14 | 37 | 47 | −10 | 27  | Promoció de descens               |
| 15  | Atlético Ceuta (R)    | 30 | 8  | 7  | 15 | 33 | 48 | −15 | 23  | Descens a Tercera Divisió         |
| 16  | Villarrobledo (R)     | 30 | 4  | 4  | 22 | 26 | 79 | −53 | 12  | Descens a Tercera Divisió         |

### Resultats
| Casa \ Fora       | ALB | CÁD | CAR | CEU | CÓR | GRA | HÉR | JAÉ | LPA | LEV | MGA | MES | MUR | REC | SFE | VRB |
| ----------------- | --- | --- | --- | --- | --- | --- | --- | --- | --- | --- | --- | --- | --- | --- | --- | --- |
| Albacete Balompié | —   | 3–0 | 4–1 | 2–0 | 1–1 | 2–1 | 0–2 | 2–0 | 0–2 | 1–1 | 1–1 | 1–0 | 1–1 | 1–0 | 2–0 | 1–0 |
| Cadis CF          | 0–0 | —   | 5–1 | 1–0 | 1–1 | 2–1 | 1–2 | 2–1 | 3–2 | 3–0 | 2–1 | 3–0 | 2–1 | 2–1 | 1–1 | 4–1 |
| Cartagena         | 1–0 | 2–0 | —   | 3–0 | 1–0 | 1–2 | 3–1 | 0–2 | 4–0 | 3–0 | 3–0 | 2–1 | 0–1 | 0–1 | 1–2 | 3–1 |
| Atlético Ceuta    | 2–0 | 3–1 | 0–1 | —   | 1–0 | 0–0 | 2–2 | 2–0 | 0–1 | 2–0 | 2–2 | 1–1 | 2–1 | 2–2 | 1–1 | 4–0 |
| Córdoba CF        | 1–1 | 4–1 | 5–0 | 3–2 | —   | 1–0 | 0–0 | 1–0 | 2–0 | 5–0 | 0–0 | 1–0 | 0–0 | 2–1 | 3–0 | 2–0 |
| Granada CF        | 2–1 | 1–3 | 2–1 | 3–1 | 3–0 | —   | 5–1 | 1–0 | 2–0 | 3–2 | 1–1 | 0–0 | 3–0 | 1–1 | 2–1 | 3–0 |
| Hèrcules CF       | 2–0 | 2–1 | 5–2 | 2–0 | 1–3 | 3–2 | —   | 0–0 | 1–0 | 2–1 | 1–1 | 3–5 | 1–2 | 1–0 | 3–1 | 9–0 |
| Real Jaén         | 3–0 | 6–0 | 4–0 | 6–2 | 0–1 | 0–3 | 2–1 | —   | 2–1 | 3–0 | 2–1 | 6–2 | 0–0 | 6–2 | 1–0 | 6–2 |
| UD Las Palmas     | 3–1 | 3–0 | 3–4 | 0–0 | 1–1 | 2–2 | 2–0 | 2–1 | —   | 1–0 | 2–0 | 2–0 | 1–1 | 3–2 | 2–1 | 4–0 |
| Llevant UE        | 1–0 | 2–0 | 6–0 | 3–0 | 1–2 | 4–1 | 3–1 | 2–2 | 3–1 | —   | 2–0 | 1–2 | 2–2 | 3–0 | 1–2 | 2–0 |
| Málaga            | 0–0 | 3–0 | 2–1 | 4–2 | 1–0 | 2–0 | 3–2 | 3–0 | 3–1 | 1–1 | —   | 3–1 | 2–0 | 4–1 | 3–2 | 3–2 |
| Mestalla          | 2–0 | 3–2 | 4–1 | 2–0 | 0–1 | 0–1 | 0–1 | 4–0 | 2–2 | 0–2 | 2–2 | —   | 2–1 | 2–0 | 8–1 | 3–0 |
| Reial Múrcia      | 2–1 | 2–1 | 1–1 | 2–0 | 2–1 | 1–2 | 1–4 | 3–0 | 0–1 | 1–2 | 1–1 | 1–0 | —   | 1–2 | 3–0 | 4–1 |
| Recreativo        | 1–0 | 3–1 | 0–0 | 1–0 | 0–4 | 1–0 | 3–2 | 3–2 | 3–1 | 4–2 | 1–1 | 6–0 | 2–1 | —   | 0–0 | 2–0 |
| San Fernando      | 2–0 | 1–0 | 2–0 | 1–2 | 2–1 | 2–0 | 2–0 | 2–1 | 0–1 | 0–1 | 2–1 | 3–3 | 0–1 | 0–0 | —   | 4–2 |
| Villarrobledo     | 0–1 | 1–1 | 2–5 | 3–0 | 2–2 | 1–1 | 1–0 | 0–2 | 1–3 | 0–1 | 1–3 | 2–1 | 0–3 | 0–0 | 3–2 | —   |

| Golejador      | Gols | Equip         |
| -------------- | ---- | ------------- |
| Antoni Conesa  | 23   | Real Jaén     |
| Erasto León    | 18   | UD Las Palmas |
| Mendi          | 15   | Málaga        |
| Ángel Arregui  | 15   | Real Jaén     |
| Miguel Sánchez | 15   | Cadis CF      |

| Porter             | Gols | Partits | Mitjana | Equip         |
| ------------------ | ---- | ------- | ------- | ------------- |
| Juan María Benegas | 22   | 30      | 0.73    | Córdoba CF    |
| Antonio Ramírez    | 25   | 26      | 0.96    | Reial Múrcia  |
| Américo Canas      | 28   | 26      | 1.08    | Málaga        |
| José Luis Ulacia   | 29   | 22      | 1.32    | UD Las Palmas |
| Joaquín Valero     | 35   | 25      | 1.4     | Mestalla      |

## Promoció d'ascens

### Anada
| 22 abril 1962 | Málaga                                 | 3-0     | Real Santander | Màlaga                           |  |
|               | Mendi 14' · Ben Barek 66' · Rovira 67' | Informe |                | La Rosaleda · Zariquiegui Izco · |  |

| 29 abril 1962 | RCD Espanyol | 1-0     | Reial Valladolid | Barcelona                    |  |
|               | Índio 27'    | Informe |                  | Sarrià · Gardeazabal Garay · |  |

### Tornada
| 29 abril 1962 | Real Santander | 1-0 (Total: 1-3) | Málaga | Santander                        |  |
|               | Wilson 22'     | Informe          |        | El Sardinero · Lloris Antonino · |  |

| 6 maig 1962 | Reial Valladolid         | 2-0 (Total: 2-1) | RCD Espanyol | Valladolid                      |  |
|             | García 74' · Rodilla 88' | Informe          |              | José Zorrilla · Birigay Nieva · |  |

## Promoció de descens

### Anada
| 27 maig 1962 | CE Alcoià | 0-0     | CD Baskonia | Alcoi                        |  |
|              |           | Informe |             | El Collao · Carbelo Martín · |  |

| 27 maig 1962 | Melilla | 0-0     | Albacete Balompié | Melilla                               |  |
|              |         | Informe |                   | Álvarez Claro · Segrelles del Pilar · |  |

| 27 maig 1962 | Comtal | 0-3     | Indautxu                       | Barcelona                    |  |
|              |        | Informe | Urquijo 25' · Abásolo 59', 73' | Les Corts · Martín Álvarez · |  |

| 27 maig 1962 | Real Avilés    | 2-3     | San Fernando                                 | Avilés                           |  |
|              | Doval 31', 73' | Informe | Aguilera 11' · Cantón 28' · Jesús 66' (o.g.) | La Exposición · Cerezuela Ruiz · |  |

### Tornada
| 3 juny 1962 | CD Baskonia           | 2-1 (Total: 2-1) | CE Alcoià | Basauri                                |  |
|             | Saiz 70' · Ayarza 88' | Informe          | Ocaña 22' | Pedro López Cortázar · Uría González · |  |

| 3 juny 1962 | Albacete Balompié | 0-0 (Total: 0-0) | Melilla | Albacete                         |  |
|             |                   | Informe          |         | Carlos Belmonte · Mateu Bernat · |  |

| 3 juny 1962 | Indautxu | 1-1 (Total: 4-1) | Comtal   | Bilbao                    |  |
|             | Díez 87' | Informe          | Pons 34' | Garellano · Feal Seijas · |  |

| 3 juny 1962 | San Fernando                                  | 5-2 (Total: 8-4) | Real Avilés             | San Fernando                           |  |
|             | Cantón 4', 12' · Alias 30', 78' · Naranjo 88' | Informe          | Prendes 60' · Doval 65' | Marqués de Varela · Álvarez Martínez · |  |

### Desempat
| 5 juny 1962 | Melilla        | 2-0     | Albacete Balompié | Madrid                        |  |
|             | Rojas 15', 65' | Informe |                   | Vallecas · López Montenegro · |  |

## Resultats finals
- Campió: RC Deportivo de La Coruña, Córdoba CF.
- Ascens a Primera divisió: RC Deportivo de La Coruña, Reial Valladolid, Córdoba CF, CD Málaga.
- Descens a Segona divisió: RCD Espanyol, Real Santander SD, Reial Societat, CD Tenerife.
- Ascens a Segona divisió: CE Constància, CD Eldenc, UP Langreo, Melilla CF, Sevilla Atlético.
- Descens a Tercera divisió: Albacete Balompié, Atlético Ceuta, CD Villarrobledo, Cultural Leonesa, San Sebastián CF.